# MzData
mzData ist ein offenes XML-basiertes Dateiformat in der Massenspektrometrie. Ziel war es Experimente, die mit Geräten von unterschiedlichen Herstellern aufgenommen wurden, in einem gemeinsamen Format abzubilden. Hierfür wurde auf ein externes kontrolliertes Vokabular zurückgegriffen. Es ist dadurch etwas flexibler, um auf Veränderungen im apparativen und wissenschaftlichen Bereich zu reagieren als beispielsweise das sehr strikt schematisierte mzXML, verkompliziert jedoch die Implementation. Letztendlich wurde das Format durch mzML abgelöst, das die beiden konkurrierenden Standards mzXML und mzData harmonisiert.